# Distrito de Landshut
Landshut es uno de los 71 distritos (Kreise) en que está dividido administrativamente el estado alemán de Baviera. Limita con los distritos de Kelheim, Straubing-Bogen, Dingolfing-Landau, Rottal-Inn, Mühldorf, Erding y Frisinga. Es un distrito de tipo rural (Landkreis) situado alrededor de la ciudad de Landshut que, no obstante, no pertenece a este distrito.

## Municipalidades
| Ciudades                                  | Municipios | |
| ----------------------------------------- | --- | --- |
| 1. Rottenburg an der Laaber 2. Vilsbiburg | 1. Adlkofen 2. Aham 3. Altdorf 4. Altfraunhofen 5. Baierbach 6. Bayerbach bei Ergoldsbach 7. Bodenkirchen 8. Bruckberg 9. Buch am Erlbach 10. Eching 11. Ergolding 12. Ergoldsbach 13. Essenbach 14. Furth 15. Geisenhausen 16. Gerzen | 1. Hohenthann 2. Kröning 3. Kumhausen 4. Neufahrn in Niederbayern 5. Neufraunhofen 6. Niederaichbach 7. Obersüßbach 8. Pfeffenhausen 9. Postau 10. Schalkham 11. Tiefenbach 12. Velden 13. Vilsheim 14. Weihmichl 15. Weng 16. Wörth an der Isar 17. Wurmsham |